# Fernandópolis
Fernandópolis – miasto i gmina w Brazylii, w stanie São Paulo. Znajduje się w mezoregionie São José do Rio Preto i mikroregionie Fernandópolis.
W mieście ma siedzibę klub piłkarski Fernandópolis FC.